# Ruthless (Fernsehserie)
Ruthless ist eine amerikanische Dramaserie, die von Tyler Perry entwickelt, produziert, geschrieben und inszeniert wurde. Sie ist ein Spin-off des BET-Dramas The Oval. Die erste Staffel mit 24 Episoden feierte am 19. März 2020 auf BET+ Premiere. Ab dem 23. Februar 2021 wurde die Serie auf dem BET Network im Anschluss an der zweiten Staffel von The Oval ausgestrahlt.

## Handlung
Ein Spin-Off von The Oval, folgt Ruth Truesdale, wie sie gezwungen ist, mit einer skandalösen religiösen Sekte von mächtigen, sexverrückten Fanatikern klarzukommen, in der Hoffnung, sich und ihre Tochter zu befreien.

## Besetzung
- Regisseur:Tyler Perry
- Autor:Tyler Perry

- Melissa L. Williams: Ruth Truesdale
- Matt Cedeño: Tyrone Luckett
- Lenny Thomas: Dikhan
- Yvonne Senat Jones: Tally
- David Alan Madrick: Jay
- Baadja-Lyne Odums: Marva
- Jaime Callica: Brian
- Nirine S. Brown: Lynn
- Blue Kimble: Andrew
- Stephanie Charles: Sarah
- Herve Clermont: Mack
- Anthony Bless: Malcolm Green
- Bobbi Baker James: Cynthia
- Sara Naomi: Benita
- Stevie Baggs, Jr.: Oliver
- Colin McCalla: River
- Samantha L. Thomas: Paula
- Michelle Nunez: Zane
- Alise Willis: Lacey
- Nadège August: Joan
- Jael Pettigrew: Clark

## Episoden
Bisher sind 28 Episoden erschienen, 24 in der ersten Staffel und 4 von 19 der zweiten Staffel. 